# Transilluminazione sclerale
La transilluminazione sclerale è una tecnica diagnostica impiegata in oculistica per studiare la trasparenza delle tonache che costituiscono il bulbo oculare. Si utilizza una sorgente molto luminosa, previo raffreddamento, e si proietta sulla congiuntiva sclerale nei quattro quadranti (due nasali e due temporali).
In condizioni fisiologiche si crea un riflesso rosso nel campo pupillare; viceversa se ci sono masse che alterano la permeabilità di queste strutture, il riflesso rosso sarà assente o affievolito.